# Caridina nilotica
Caridina nilotica är en kräftdjursart som först beskrevs av Pierre Roux 1833.  Caridina nilotica ingår i släktet Caridina och familjen Atyidae. Inga underarter finns listade i Catalogue of Life.

## Bildgalleri

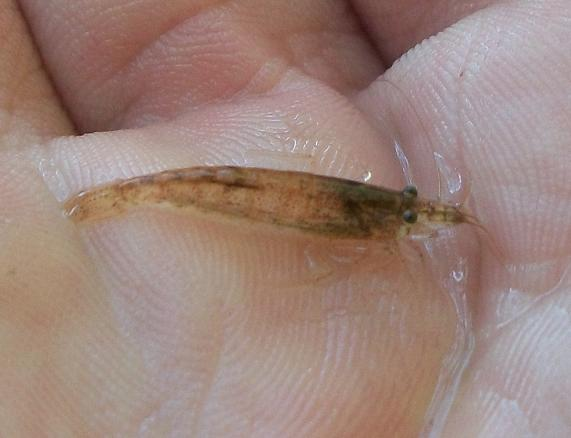